# Nihan Yeldan
Nihan Yeldan, coniugata Güneyligil (Istanbul, 7 febbraio 1982), è un'ex pallavolista turca.
Giocava nel ruolo di libero.

## Carriera
La carriera di Nihan Güneyligil inizia nel 1992, all'interno del settore giovanile del Güneş Sigorta Spor Kulübü. Nel 1999 inizia la carriera da professionista, ingaggiata dal Bursaspor Bayan Voleybol Takımı. Tra il 2001 ed il 2006 gioca nel Beşiktaş Jimnastik Kulübü. Dal 2006 gioca per tre stagioni nel VakıfBank Güneş Sigorta Spor Kulübü, con cui vince la Challenge Cup 2007-08, venendo anche premiata come miglior libero. Nel 2007 viene anche convocata per la prima volta in nazionale.
Dal 2009 gioca per il Fenerbahçe Spor Kulübü, con cui vince due campionati, una Coppa di Turchia, due Supercoppe turche, una Coppa del Mondo per club ed una Champions League. Con la nazionale nel 2009 vince la medaglia d'argento ai XVI Giochi del Mediterraneo e alla European League; nel 2010 vince la medaglia di bronzo nuovamente alla European League.
Nel campionato 2013-14 viene ingaggiata dal Galatasaray Spor Kulübü, club nel quale si ritira al termine dell'annata 2016-17, nella quale viene premiata come miglior libero.

## Palmarès

### Club
- Campionato turco: 2

2009-10, 2010-11
- Coppa di Turchia: 1

2009-10
- Supercoppa turca: 2

2009, 2010
- Campionato mondiale per club: 1

2010
- Champions League: 1

2011-12
- Challenge Cup: 1

2007-08

### Nazionale (competizioni minori)
- Giochi del Mediterraneo 2009
- European League 2009
- European League 2010

### Premi individuali
- 2008 - Challenge Cup: Miglior libero
- 2010 - Voleybol 1. Ligi: Miglior libero
- 2016 - Voleybol 1. Ligi: Premio fair play
- 2017 - Sultanlar Ligi: Miglior libero